# Mordy
Mordy is een stad in het Poolse woiwodschap Mazovië, gelegen in de powiat Siedlecki. De oppervlakte bedraagt 4,54 km², het inwonertal 1831 (2005).

## Verkeer en vervoer
- Station Mordy
- Station Mordy Miasto